# Джа
Джа (на френски: Dja) е река в Западна и Централна Африка.
Извира от Южен Камерун и формира границата на страната с Република Конго. Реката е дълга приблизително 720 km (450 мили).
Множество камерунци използват реката като транспортен път, свързващ ги с редица селища по поречието на Джа.
| Портал | Портал „Африка“ съдържа още много статии, свързани с Африка. Можете да се включите към Уикипроект „Африка“. |